# Jérôme De Oliveira
Jérôme De Oliveira, né le 17 septembre 1985 à Tassin-la-Demi-Lune (Rhône), est un pâtissier français, champion du monde de pâtisserie et lauréat du 1er « Mondial des arts sucrés ». 

## Biographie
À 23 ans, Jérôme De Oliveira devient champion du monde de pâtisserie en remportant la Coupe du monde de la pâtisserie de 2009 en battant l'équipe italienne de Domenico Longo.
Formé à l'École nationale supérieure de la pâtisserie et après plusieurs années en palace notamment comme sous-chef de Christophe Michalak chef pâtissier à l'hôtel Plaza Athénée à Paris, il établit son laboratoire à Grasse et ses boutiques à Cannes ; il remporte en 2021 au Trophée de la gastronomie et des vins de Lyon le titre de meilleur chef pâtissier.
Jérôme De Oliveira est parrain de l'Association française de l'atrésie de l'œsophage qui a pour but d'aider les familles d'enfants et d'adultes touchés par cette maladie rare.